# Byron (Illinois)
Byron ist eine Kleinstadt (mit dem Status „City“) im Ogle County im Norden des US-amerikanischen Bundesstaates Illinois. Das U.S. Census Bureau hat bei der Volkszählung 2020 eine Einwohnerzahl von 3.784 ermittelt.
7 km südlich von Byron befindet sich das Kernkraftwerk Byron.

## Geografie
Byron, das auch Gateway to the Rock River Valley genannt wird, liegt beiderseits des Rock River in der Byron und der Marion Township. Die Stadt liegt auf 42°07′37″ nördlicher Breite und 89°15′20″ westlicher Länge und erstreckt sich über 9 km².
Benachbarte Orte sind Rockford (24,8 km nordöstlich), Stillman Valley (7,3 km ostnordöstlich), Oregon (17,3 km südwestlich) und Leaf River (12,7 km westlich).
Neben Rockford sind die nächstgelegenen größeren Städte Chicago (151 km ostsüdöstlich), die Quad Cities (156 km südwestlich), Wisconsins Hauptstadt Madison (118 km nördlich) und Wisconsins größte Stadt Milwaukee (182 km nordöstlich).

## Verkehr
Durch Byron führt die entlang des Rock River verlaufende Illinois State Route 2. Diese wird im Stadtzentrum von der Illinois State Route 72 gekreuzt, die auch über eine Brücke den Rock River überquert.
Parallel mit der State Route 72 führt eine Eisenbahnlinie der Canadian Pacific Railway, die von Chicago nach Westen führt. Diese überquert westlich von Byron über eine Brücke den Rock River. Über eine zweite Eisenbahnbrücke führt ein Anschlussgleis, das vom Stadtzentrum in südlicher Richtung zum Kernkraftwerk führt.
Der nächstgelegene Flughafen ist der 18,1 km nordöstlich gelegene Chicago Rockford International Airport am südlichen Stadtrand von Rockford.